# TOGO (hockeyclub)

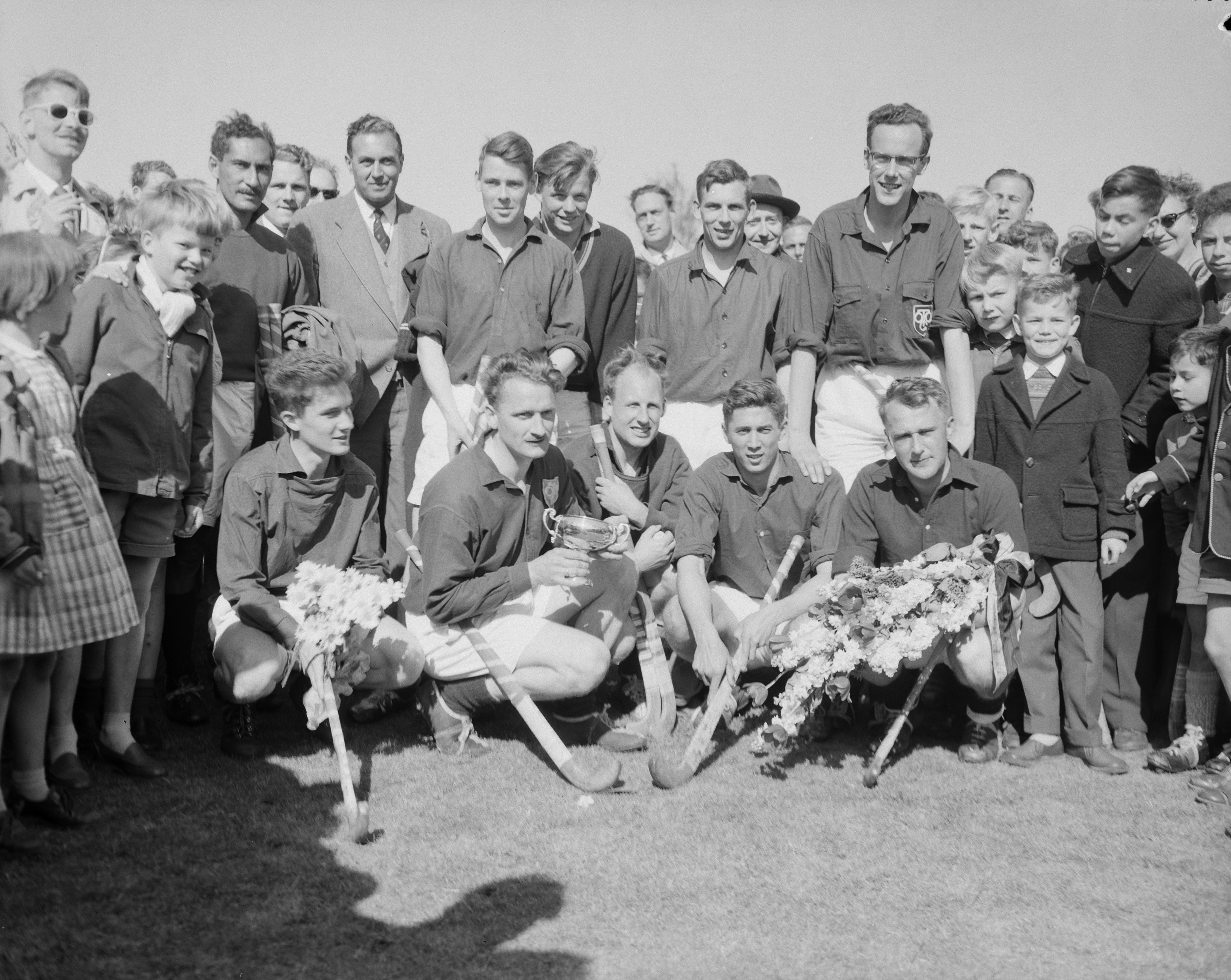
TOGO in 1957

HMHV TOGO (Tot Ons Genoegen Opgericht) is een voormalige Nederlandse hockeyclub uit Den Haag. De club werd op 20 september 1908 opgericht en speelde sindsdien in de hoogste regionen van het hockey. De club werd ten tijde van de Eerste Wereldoorlog vijf maal landskampioen en in de jaren 50 greep de club nog tweemaal de landstitel bij de mannen. Voor aanvang van het seizoen 1974/75 fuseerde de club met stad- en complexgenoot HHIJC tot HC Klein Zwitserland. De oprichtingsdatum nam deze fusieclub mee.
Enkele internationals die bij TOGO speelden:
- Han Drijver
- Dik Esser
- Egbert de Graeff
- Patrick Buteux van der Kamp

## Palmares
Landskampioen

Heren: 1913, 1914, 1916, 1917, 1918, 1954, 1957